# Paul Nagle
Paul Nagle, född 29 augusti 1978 i Killarney, Irland, är en irländsk professionell kartläsare som tävlade med Craig Breen för Hyundai Shell WRT.

Han tävlade framgångsrikt tillsammans med Kris Meeke för Citroën i WRC och har vunnit fem VM-deltävlingar. 

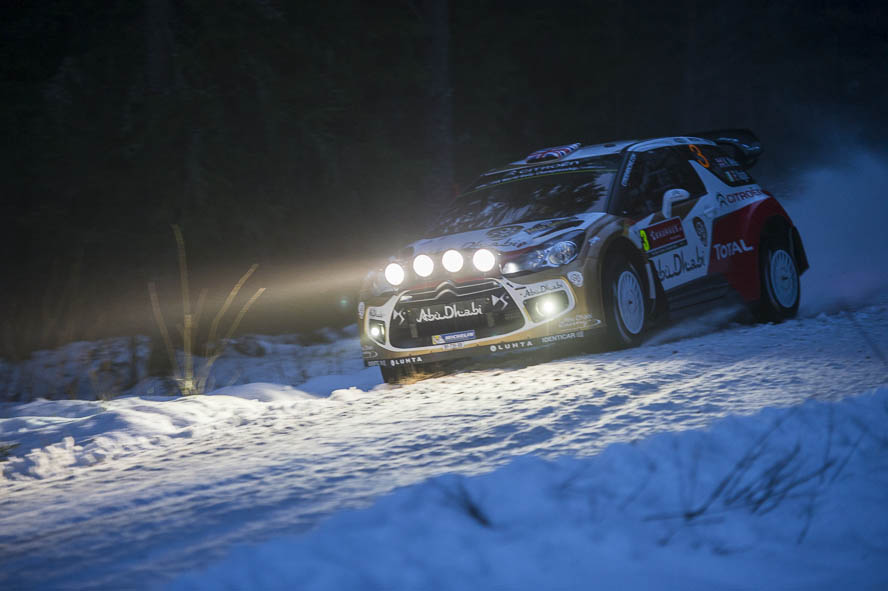
Nagle och Meeke under Rally Sweden 2014.

Den 24 maj 2018 fick han tillsammans med sin förare Kris Meeke sparken från Citroën efter ett flertal krascher.
Nagle och Meeke valde att avsluta sitt samarbete efter 2018. Inför 2019 skrev Meeke på för Toyotas fabriksstall, Toyota Gazoo Racing. Meekes nuvarande co-driver är Seb Marshall.
Inför 2019 började Nagle tävla med irländaren Craig Breen.

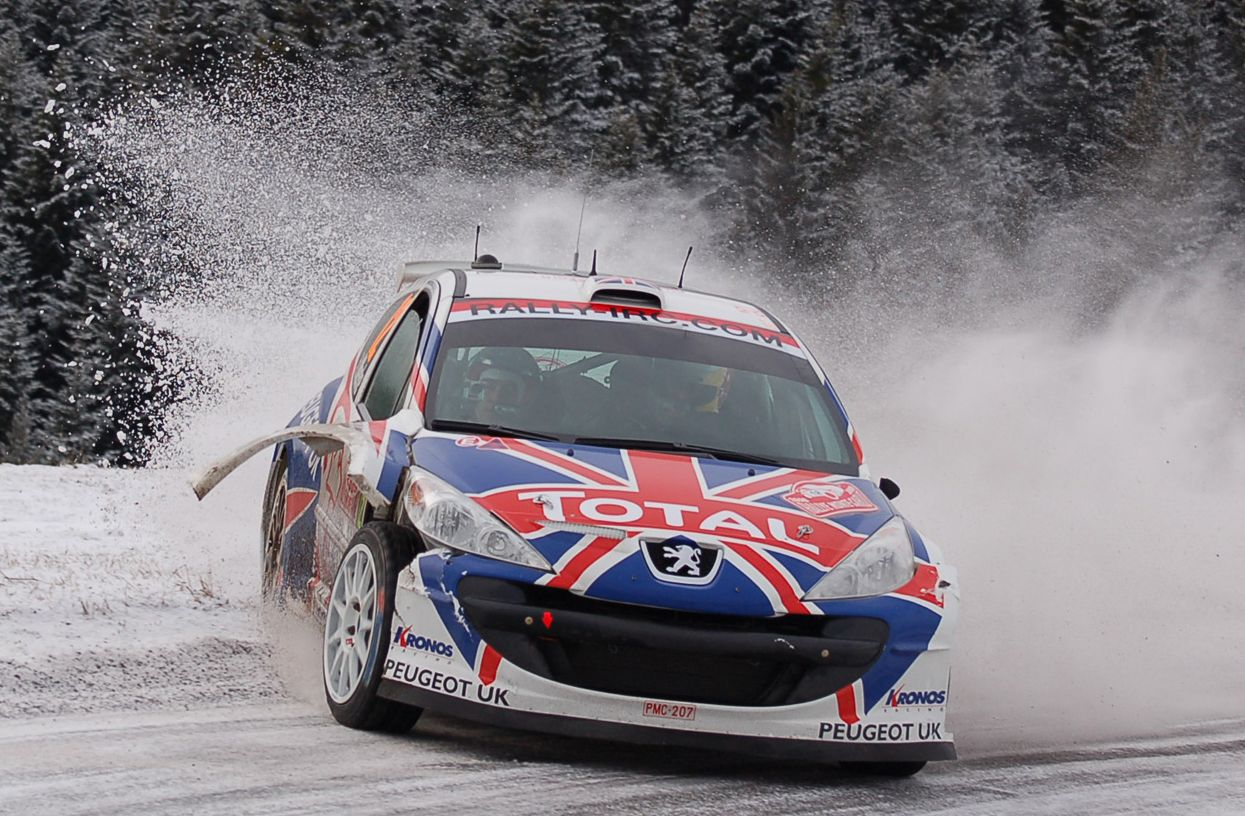
Nagle och Meeke under Monte Carlo Rallyt 2009, som inte ingick i WRC.

## Vinster i WRC
| Säsong | Tävling                         | Förare     | Bil             |
| ------ | ------------------------------- | ---------- | --------------- |
| 2015   | Rally Argentina                 | Kris Meeke | Citroën DS3 WRC |
| 2016   | Rally de Portugal Rally Finland | Kris Meeke | Citroën DS3 WRC |
| 2017   | Rally Mexiko Rally Catalunya    | Kris Meeke | Citroën C3 WRC  |